# Tuqiao, Chongqing
Tuqiao (kinesiska: 土桥) är en köping i sydvästra Kina. Den ligger i stadsdistriktet Tongliang i storstadsområdet Chongqing, omkring 59 kilometer nordväst om det centrala stadsdistriktet Yuzhong. Antalet invånare är 13 496. Befolkningen består av 6 922 kvinnor och 6 574 män. Barn under 15 år utgör 18,0 %, vuxna 15-64 år 62 %, och äldre över 65 år 18,0 %.